# Drake (rapper)
Aubrey Drake Graham (Toronto, 1986. október 24. – ) ötszörös Grammy-díjas kanadai rapper, énekes, dalszövegíró, producer, színész.

## Élete
1986. október 24-én született a kanadai Torontóban. Apja Dennis Graham afroamerikai dobos, anyja Sandi Graham zsidó származású kanadai. Végzettségét tekintve pedagógus. Drake a helyi zsidó iskolában tanult. A rapper ötéves volt, amikor szülei elváltak. 2012-ben érettségizett le, miután tinédzser korában kicsapták az iskolából. Drake iskolás éveiről úgy nyilatkozott, hogy sokat bántották bőrszíne és vallása miatt.

## Karrierje
Színészként kezdte karrierjét. A Degrassi gimi című tinisorozatban mutatkozott meg először, a 2000-es évek elején.
Első szólóalbuma, a Thank Me Later 2010-ben debütált. Az album meglehetősen sikeresnek bizonyult, az amerikai Billboard 200-as listáján az élre került. 2011-ben adta ki a Take Care című stúdióalbumát, valamint 2013-ban Nothing Was the Same-et, utóbbi háromszoros platinalemez lett.
Drake negyedik stúdióalbuma, a Views 2016-ban jelent meg. Ezzel az albummal felállította rekordját Michael Jacksonnal és Whitney Houstonnal szemben is: a Billboard Hot 100-as és 200-as listáján nyolc hétig volt listavezető. Drake többek között olyan előadókkal működött együtt, mint Rihanna (What’s My Name, Work), Big Sean, Kanye West (Blessings) Lil Wayne, Chris Brown, valamint Nicki Minaj (Only).
2024-ben komoly viszályba keveredett Kendrick Lamar rapperrel, amit követően több dalt is kiadtak egymásra célozva.

## Diszkográfia

### Stúdióalbumok
- Thank Me Later (2010)
- Take Care (2011)
- Nothing Was the Same (2013)
- Views (2016)
- Scorpion (2018)
- Certified Lover Boy (2021)
- Honestly, Nevermind (2022)
- For All the Dogs (2023)

### Középlemezek
- So Far Gone (2009)
- Scary Hours (2018)
- The Best In The World Pack (2019)

### Mixkazetták
- Room For Improvement (2006)
- Comeback  Season (2007)
- So Far Gone (2009)
- If You're Reading This It's Too Late (2015)
- More Life (2017)
- Dark Lane Demo Tapes (2020)

### Kollablemezek
- What a Time to Be Alive (Future-rel) (2015)
- Her Loss (21 Savage-vel) (2022)
- Some Sexy Songs 4 U (PartyNextDoorral) (2025)